# Chiesa di San Giuseppe (San Salvo)
La chiesa parrocchiale di San Giuseppe è il principale luogo di culto della città di San Salvo, in provincia di Chieti, sita in Piazza San Vitale, nel cuore del centro storico.

## Storia

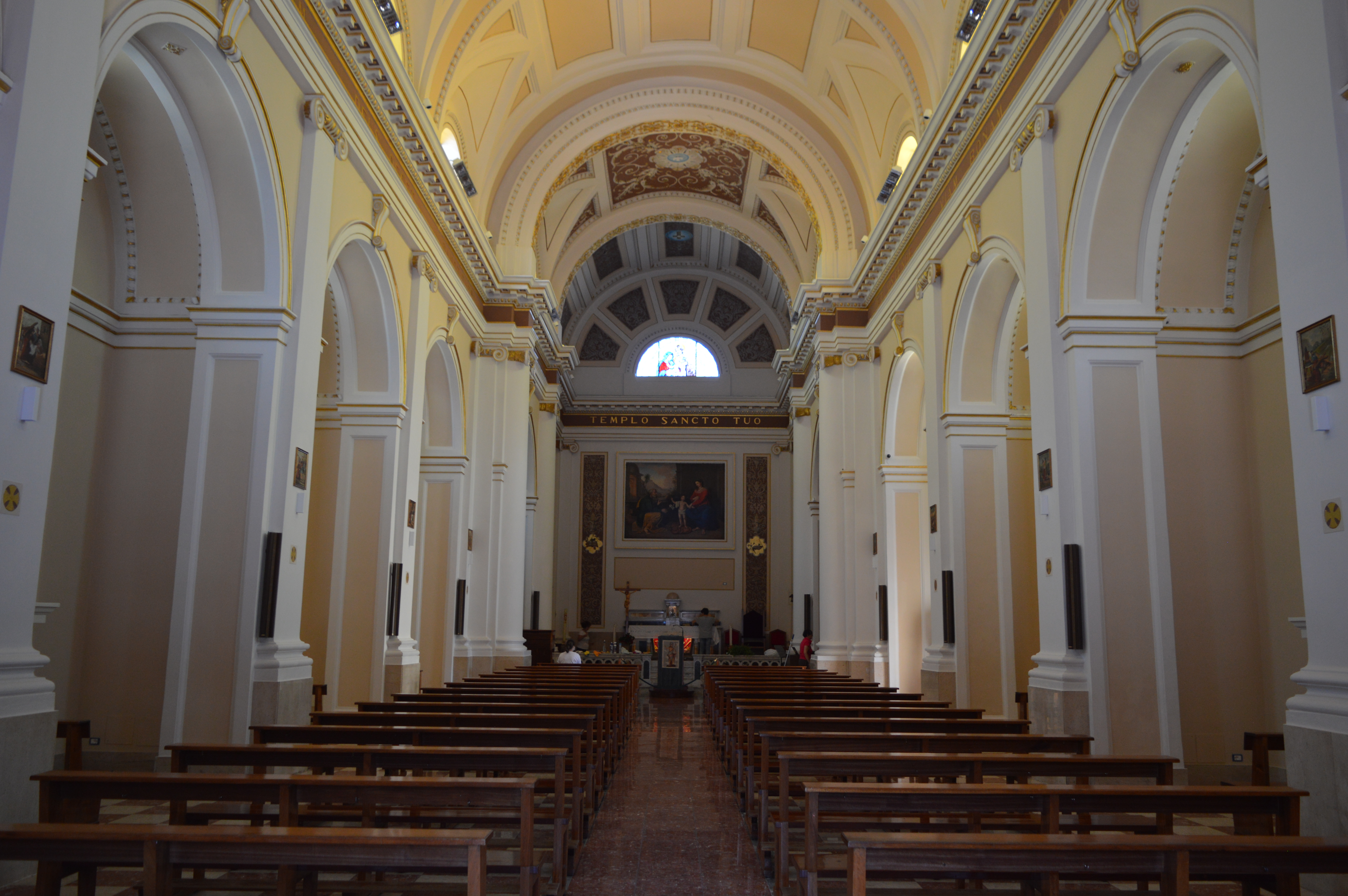
L'interno della Chiesa nel giorno della riapertura dopo i restauri

La chiesa è stata costruita prima del XIII secolo con successive trasformazioni eseguite nel XVIII-XIX e nel XX secolo. In passato, in epoca medievale è stata la chiesa del monastero benedettino di San Salvo, in seguito, verso la fine del XIII secolo era la chiesa dell'abbazia cistercense di San Vito e San Salvo, nei documenti la chiesetta primitiva era nominata come Santa Maria del Trigno in San Salvo. L'intitolazione attuale, invece, risale al XVI secolo, testimoniata dalla commissione dell'abate commendatario di un quadro della Sacra Famiglia. 

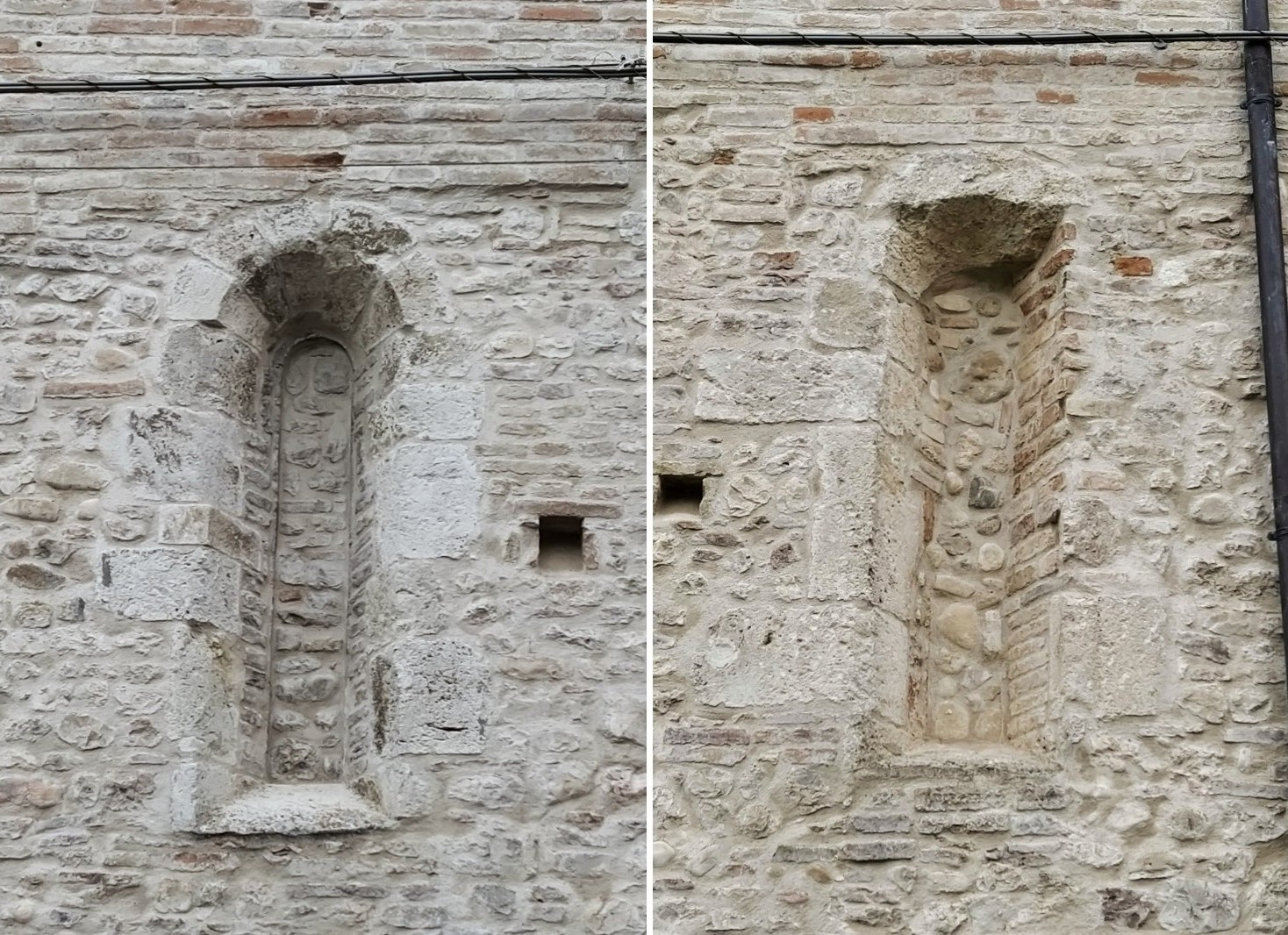
Le due monofore cieche rinvenute sulla fiancata nord della Chiesa

Nel XIX secolo il monastero risultava smembrato in vari edifici, tra cui il vecchio municipio, ricavato dal palazzo dei monaci, che stava sul lato della piazza, con l'ipogeo romano. Agli inizi dell'Ottocento il tempio era ancora in stile gotico cistercense: come apprendiamo dalla visita pastorale dell'allora vicario Vincenzo Daniele, avvenuta nel 1803, esso era divisa in due navate, con soffitto a capriate lignee e con l'ingresso rivolto su strada della Chiesa. Il campanile allora era staccato dal resto dell'edificio e nei pressi dovevano sorgere numerose sepolture. A causa delle precarie condizioni della chiesa, definita da uno dei stessi parroci come "indecorosa al divino culto", crebbe sempre più la necessità di ricostruirla. Nel 1850 quindi, partirono i lavori tanto attesi, guidati dall'architetto vastese Michele Benedetti: all'interno, venne creata un'unica grande navata in stile neoclassico che venne accorpata al campanile, sul quale venne posto anche il nuovo ingresso. Circa un secolo dopo l'edificio, ormai divenuto troppo piccolo e cadente, subì nuovi lavori voluti dall'allora parroco don Cirillo Piovesan: al 1961 risale l'abbattimento della vecchia torre campanaria, a cui seguirono l'ampliamento della navata e la costruzione della nuova facciata in stile neo romanico.
L'ultimo restauro dopo il terremoto del 2002 ha recuperato parte delle fiancate laterali, dove sono stati rinvenuti dei pezzi di muratura originale dell'abside e il soffitto a capriate originario. Altri recuperi saranno possibili dopo lo svuotamento della cripta interrata. Tra il 2019 e il 2020 ulteriori lavori hanno portato al ripristino delle originarie colorazioni delle parenti interne, oltre che ad aver realizzato un nuovo impianto di illuminazione e un'uscita di sicurezza.

## Descrizione

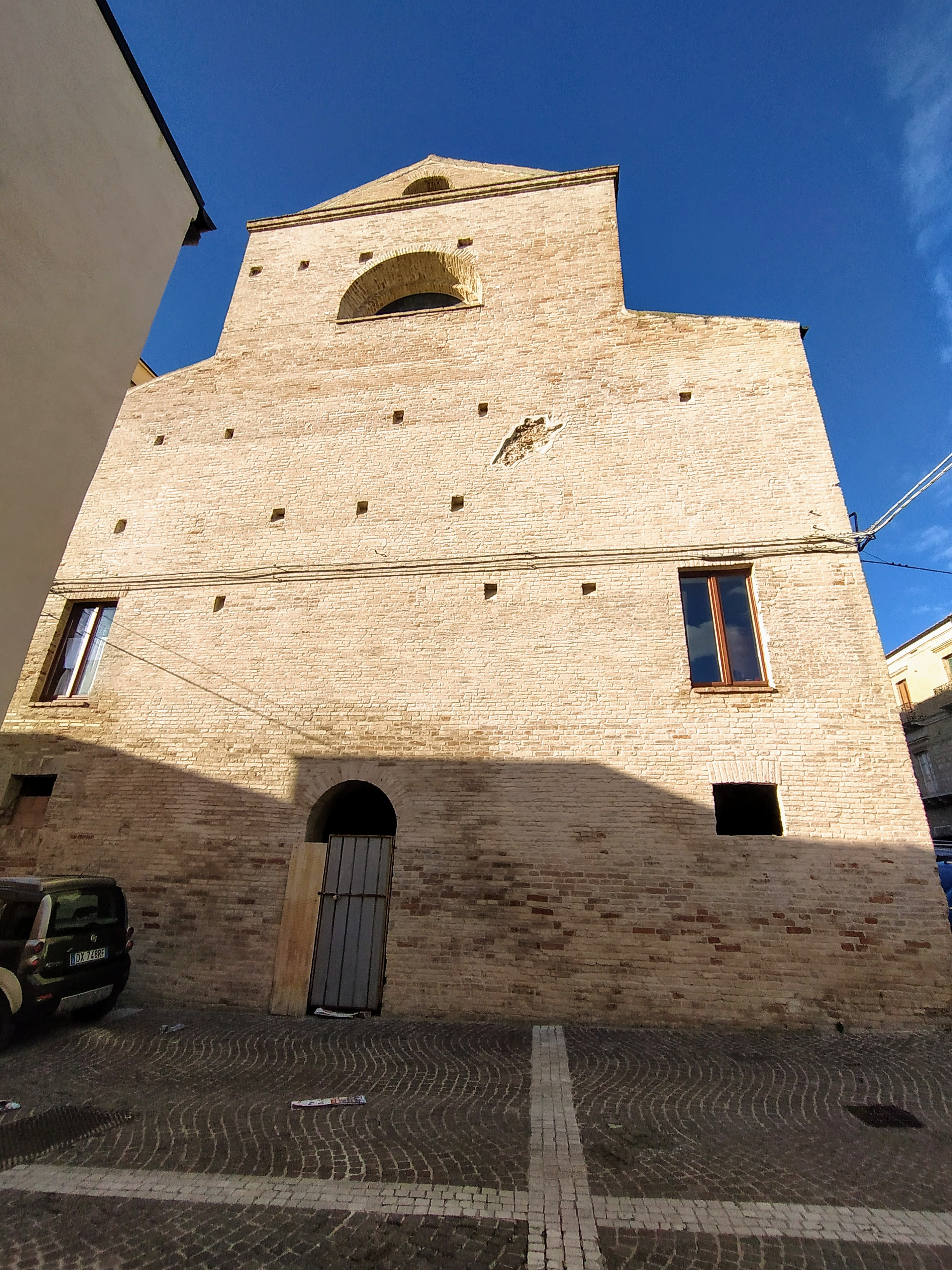
L'abside della Chiesa, dove emergono l'ingresso della cripta e i segni dei bombardamenti del 1943

La facciata è costituita da un corpo diviso in tre da due costoloni con colonne bianche che attorniano il portale, incassato dentro una vasta tettoia di pietra senza decorazioni con alcune strombature gotiche.Un loggiato di tipo romanico si estende attorno al portale con finestre cieche. Il loggiato del portale contiene cinque finestre, mentre la parte superiore ne ha sempre cinque minori e altre cinque sopra il secondo loggiato, con la finestra centrale più grande. Il campanile è una torre con una piccola loggia con la statua della Madonna. La cella campanaria riporta le decorazioni romaniche. La vecchia torre invece, dall'aspetto tozzo e robusto, era posta al centro della facciata, e presentava tre diverse fasi costruttive: quella romanica, quella gotica e infine quella barocca, collocata sulla sommità. Nel lato settentrionale, quello adiacente su via della Chiesa, è possibile individuare due monofore oggi murate, mentre poco più avanti si trova ancora la cosiddetta "porta del morto", murata anch'essa, tutte riconducibili alla precedente struttura medievale. Sull'abside, in cui è stata ripristinata l'originaria muratura a mattoni, è ancora visibile un segno lasciato dai bombardamenti del 1943. Poco più in basso è stato scoperto l'ingresso della cripta, ancora in buona parte da esplorare.

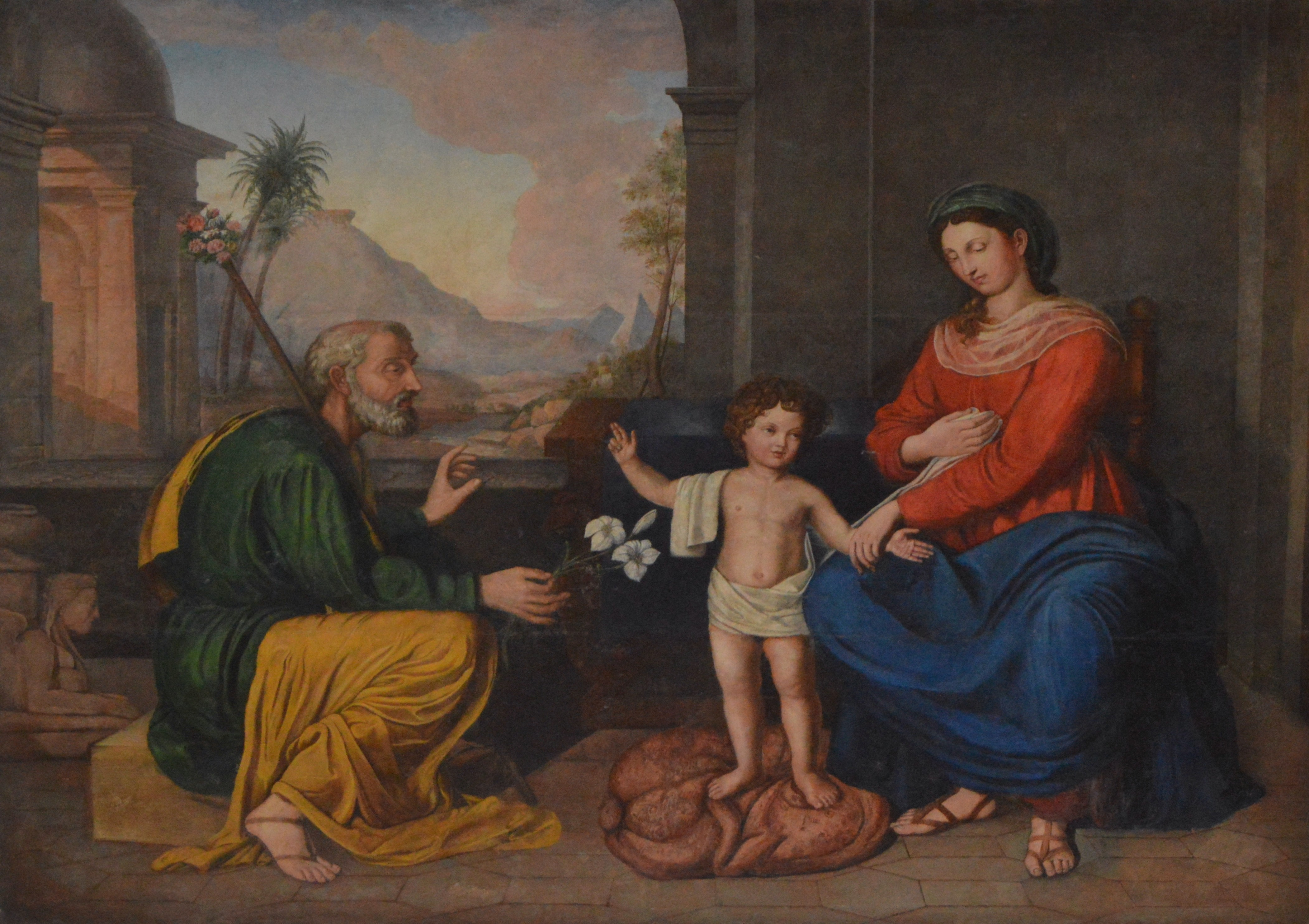
Il "Quadro di San Giuseppe"

L'interno, la cui impostazione risente molto dei consistenti restauri otto-novecenteschi, è neoclassico ad unica navata. Notevole è nell'abside il "quadro di San Giuseppe", un bellissimo dipinto cinquecentesco di probabile derivazione toscana raffigurante la Sacra Famiglia. Sono da segnalare anche la tela detta della "Madonna Addolorata" di scuola caravaggesca, quella cinque-seicentesca della Madonna del Rosario e infine quella del Sacro Cuore, opera di Francesco Maria De Benedectis donata alla chiesa nel 1895. Dopo i restauri ai piedi dell'altare è stata posta la teca contenente le reliquie di San Vitale Martire, patrono della città, dono fatto alla comunità sansalvese nel 1745 dal Cardinal Pierluigi Carafa, allora abate commendatario dei Santi Vito e Salvo. Nella cappella immediatamente a destra sono collocate due statue del santo e due armadietti contenenti altrettante reliquie. Nei soffitti della Chiesa sono inoltre diverse le statue conservate: Sant'Antonio Abate, cinquecentesca, proveniente dall'omonima chiesa oggi scomparsa; Sant'Antonio da Padova, sostituita da una nuova situata nella navata; San Carlo Borromeo, di fattura settecentesca, purtroppo mutilata delle sue braccia. Vi troviamo anche l'urna che in precedenza ospitò le spoglie di San Vitale.

## Resti dell'Abbazia dei Santi Vito e Salvo
Si trovano alle fondamenta della chiesa parrocchiale e sono raggiungibili dalla cripta o visibili dalla piazza mediante una teca di vetro.
L'area abbaziale di San Salvo del Trigno includeva tutta l'area del Quadrilatero, ossia il centro storico Sansalvese, da cui si accede da Porta della Terra. L'area perimetrale della chiesa dell'abbazia, di cui è stato rinvenuto un pozzo presso la cripta, corrisponde esattamente all'attuale parrocchia di San Giuseppe, rifatta nel XVIII secolo. Prima dei corposi restauri degli anni '60, l'esterno si presentava molto diverso, ed era possibile leggere alcune tracce della storica abbazia, come ad esempio il campanile cistercense a torre, che sorgeva in posizione arretrata, con un secondo ingresso a portale a tutto sesto, poi demolito.
Dal XVII secolo l'abbazia assunse il controllo anche del monastero di San Vito del Trigno, che si trovava fuori il Quadrilatero, presso il fiume, oggi andato completamente distrutto.

## Galleria d'immagini

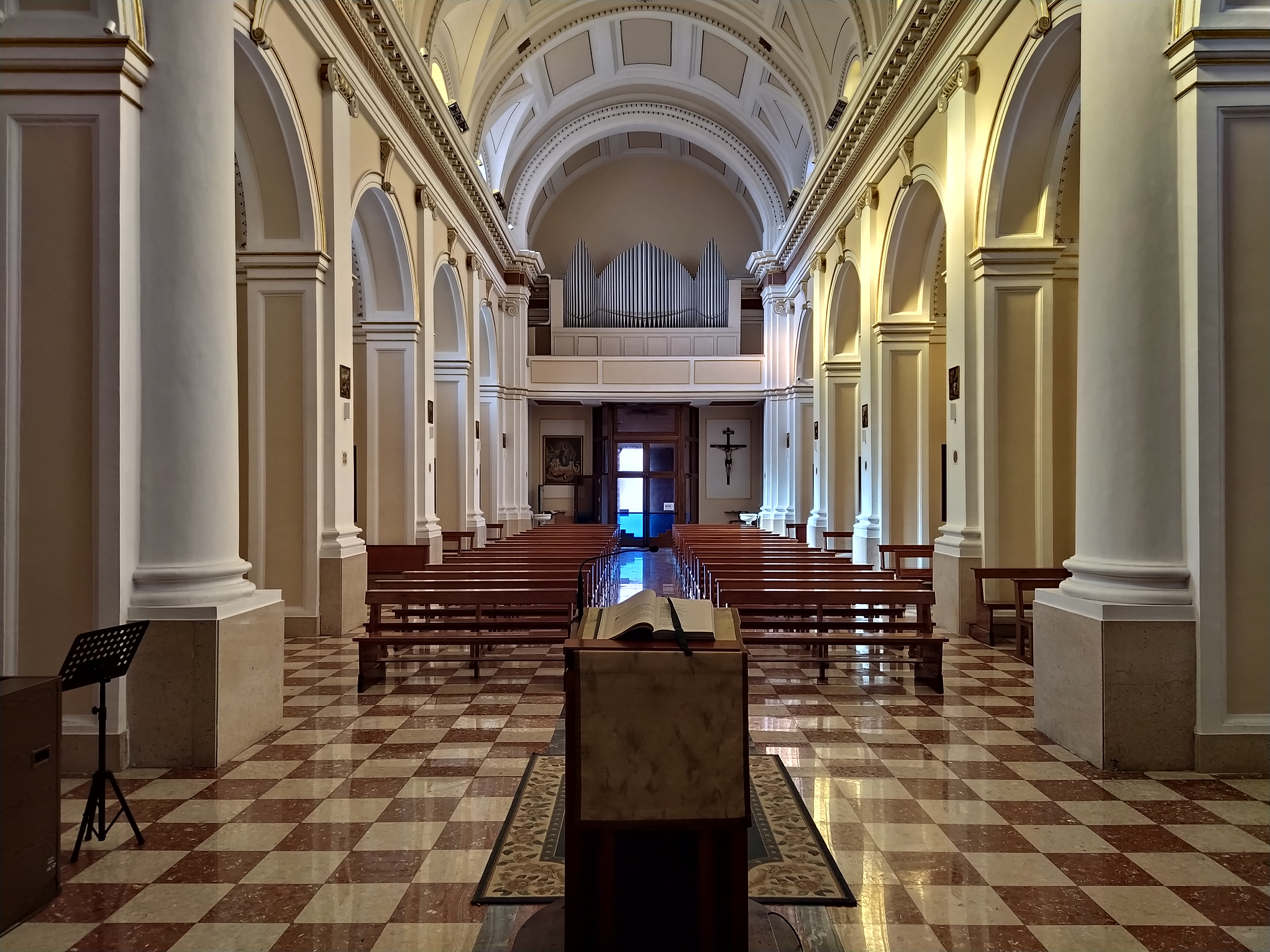
L'interno in controfacciata
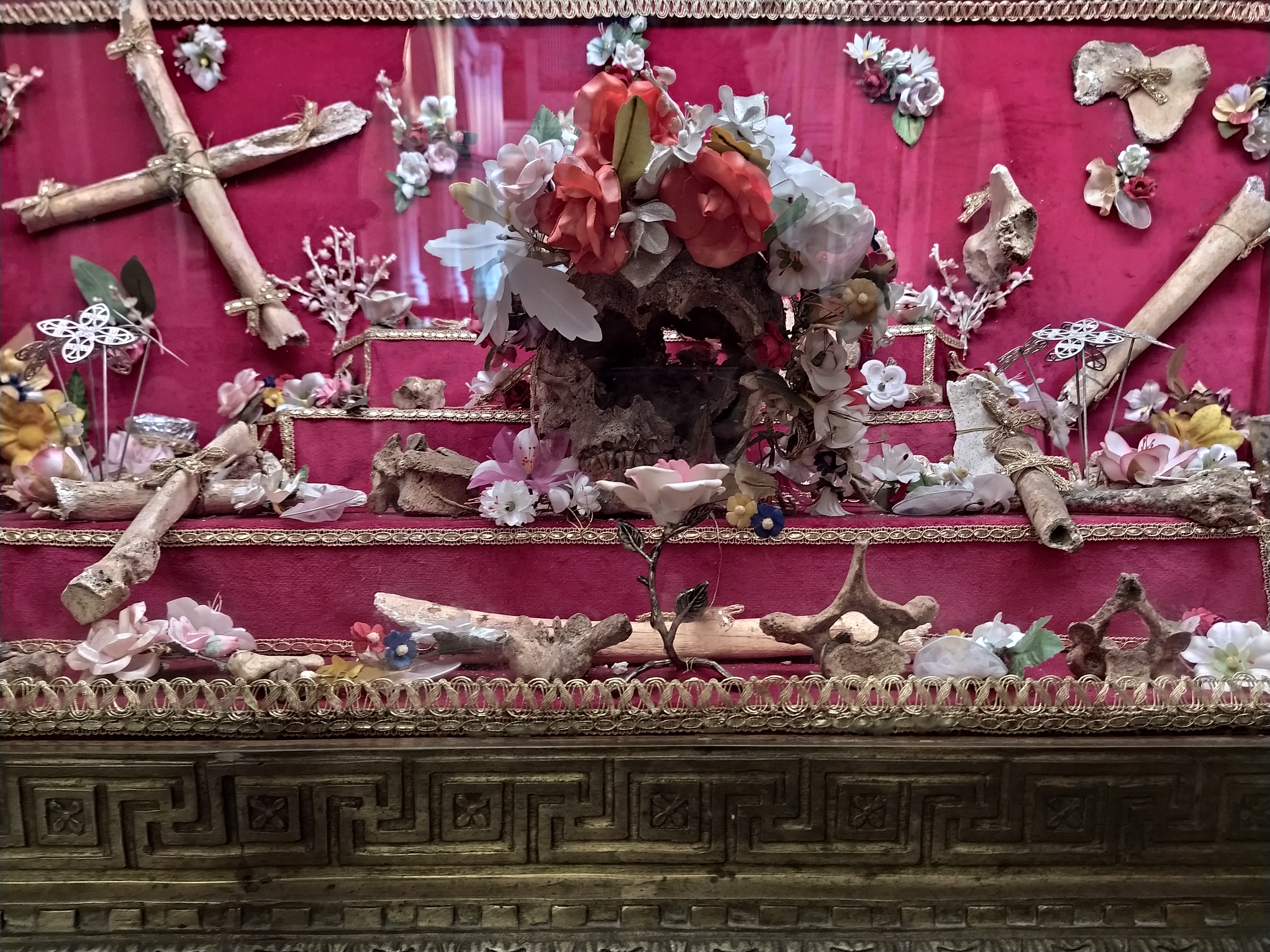
Le reliquie di San Vitale
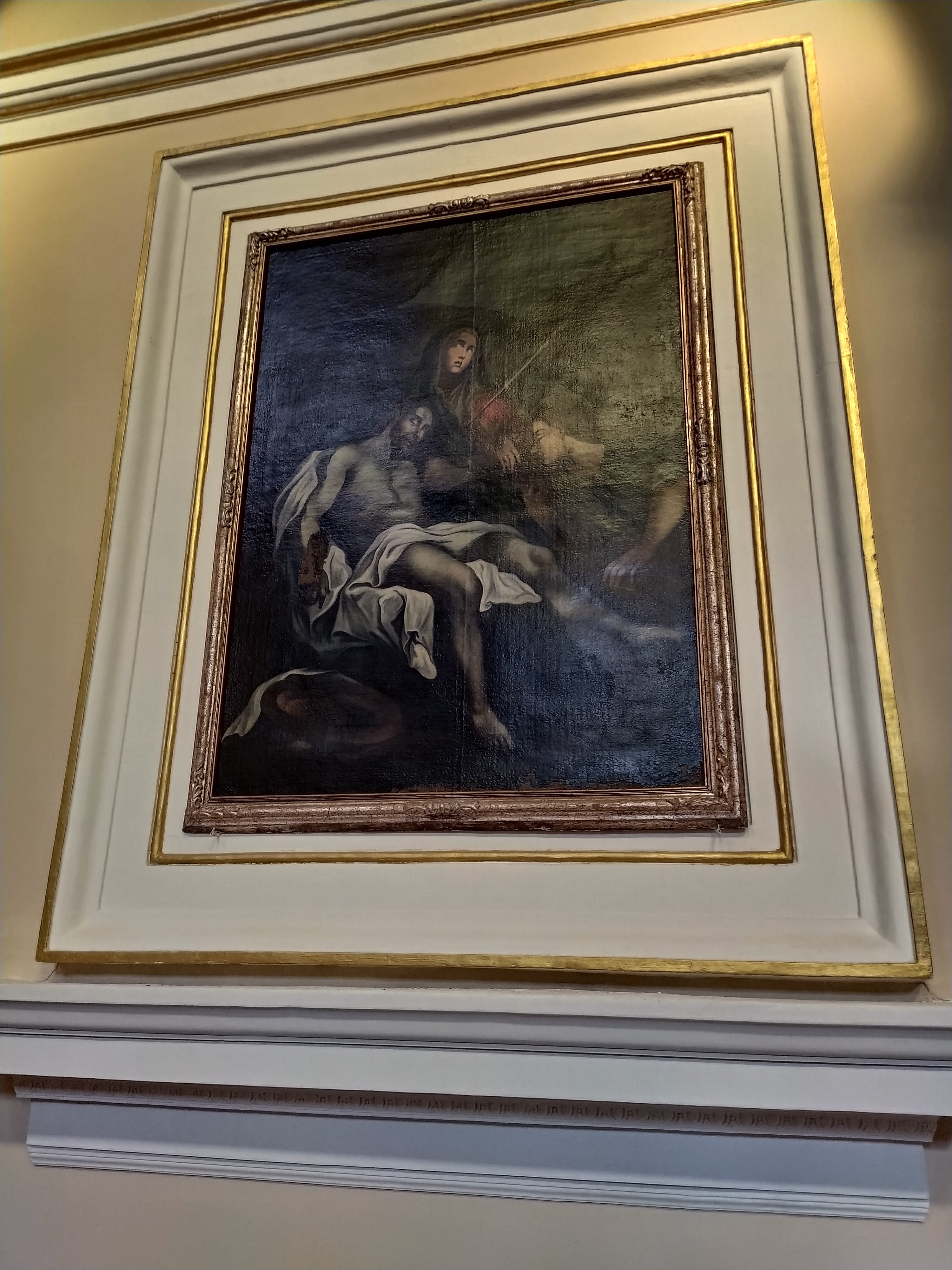
La tela della Pietà
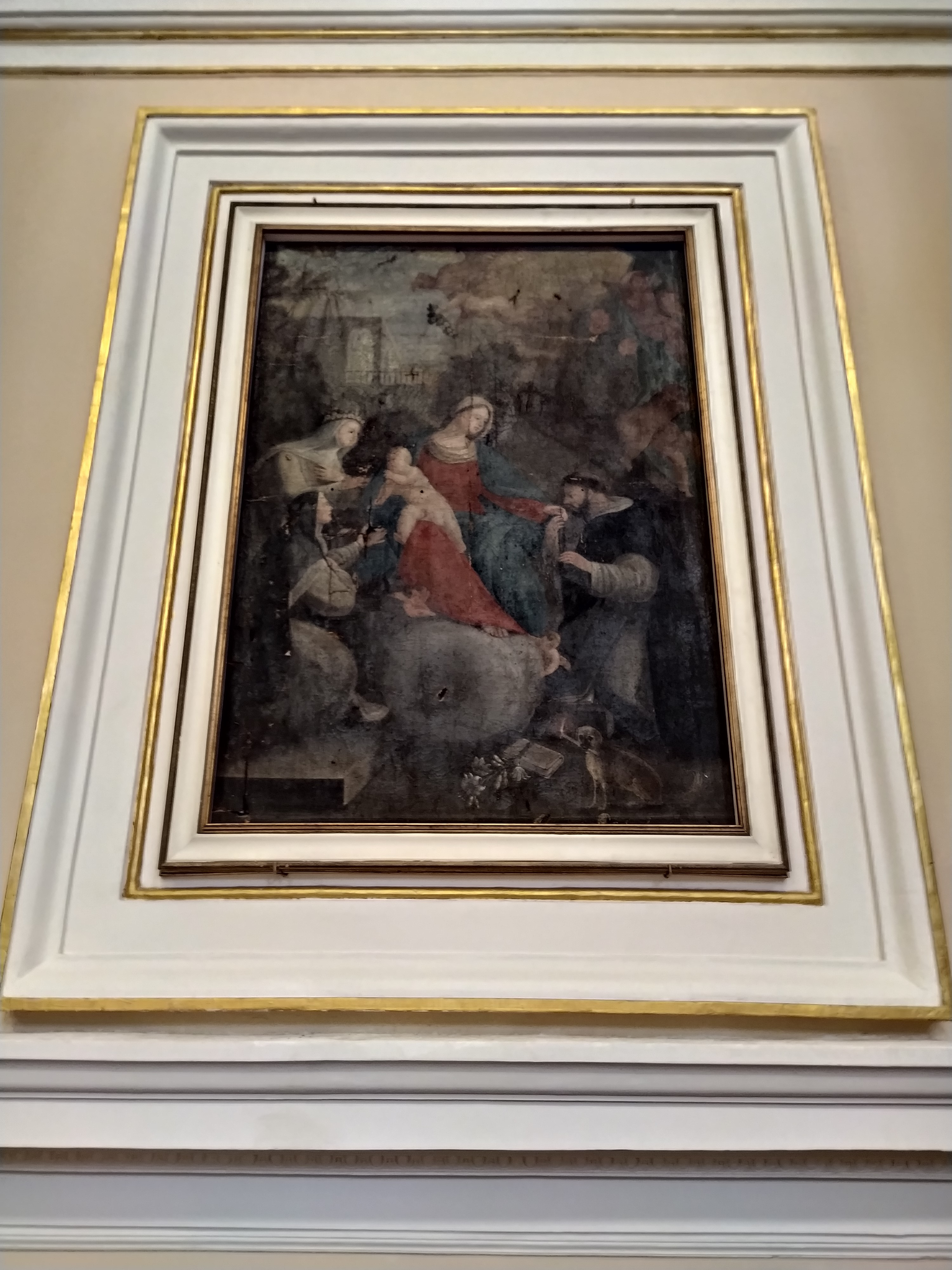
La tela della Madonna del Rosario
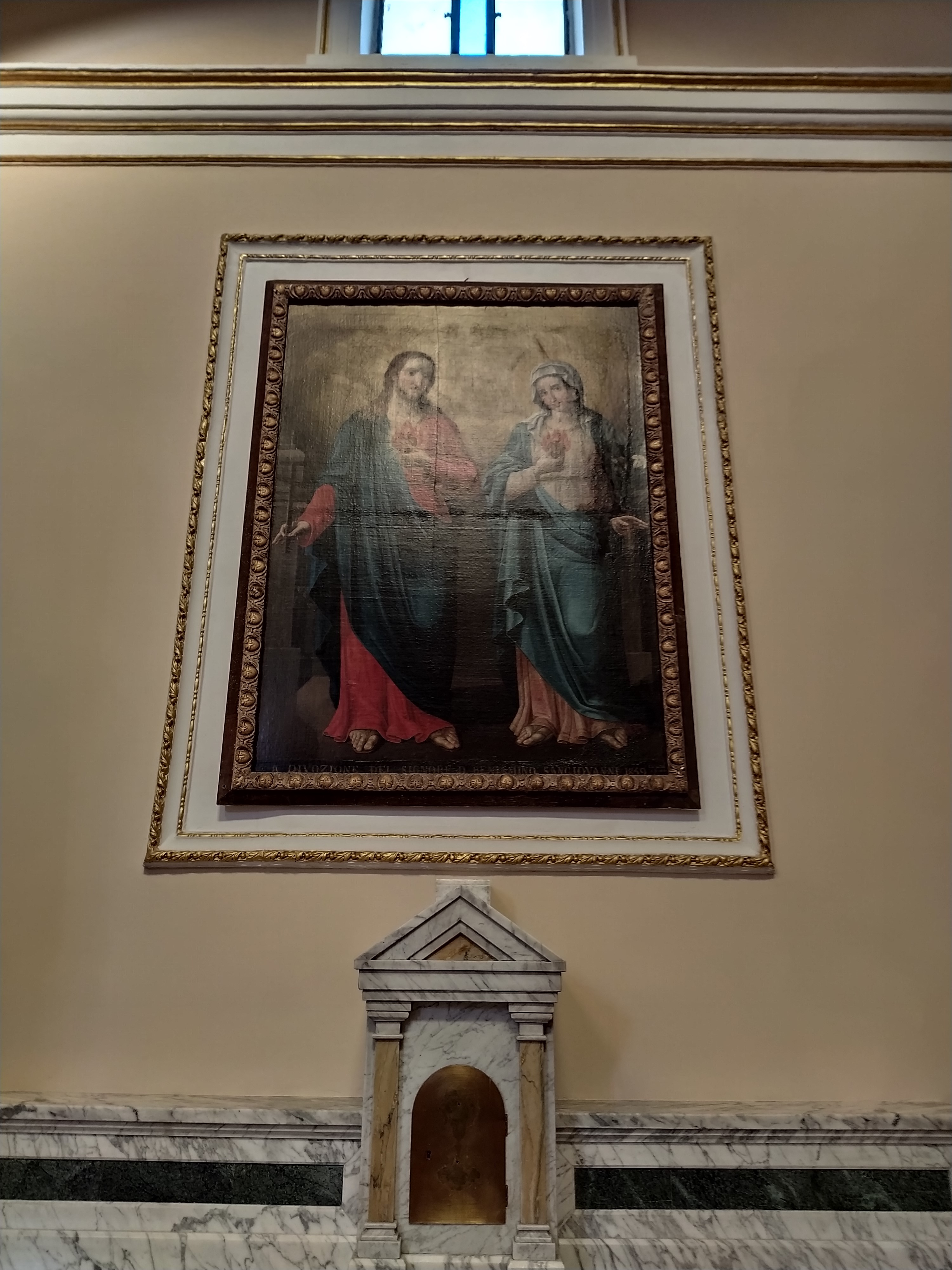
La tela del Sacro Cuore del De Benedectis